# Gubaševo
Gubaševo je mjesto u Krapinsko-zagorskoj županiji, 4,5 kilometara udaljeno od Zaboka.
Prema popisu stanovništva 2011. Gubaševo je imalo 262 stanovnika.
Poštanski broj je 49210, Gubaševo je u administrativnoj strukturi grada Zaboka od 1994. godine.

## O mjestu - povijest
Mjesto je u povijesti zabilježeno prije više stotina godina, točnije u 16. stoljeću pojavljuju se zemljišne knjige i zapisi iz doba sv. Rimskog Carstva, spominju se žitelji Andrija, Juraj, Katarina Gubassoczy, u to vrijeme je vladala "Germanizacija" (doba cara Josipa II, Austrija)  Hrvatskih imena i prezimena te je jasno da se radi o obitelji plemića Gubaševački (pogledaj grb "Gubašoci", lokalni naziv "Gubašanci")      
Također, iz povijesti su vidljive činjenice koje upućuju na stvarno postojanje obitelji Gubašoci, a to je udaja Katarine Gubašoci (rođ između 1578 - 1638 ) za Ivana Jelačića od Bužima (rođ. 1612), plemenitaša iz obitelji Hrvatskog Bana Josipa Jelačića (16. lis 1801) - oni su direktni predci bana, ali 5 generacija unatrag (prapradjed- šukun djed - prabaka - šukun baka, po očevoj strani).     
U današnjem Mađarskom državnom arhivu u Budimpešti pohranjen dokument ,odnosno knjiga/svezak, pod nazivom Diplomatikai leveltar, Nr.104.179 – nastao prije više od 500 godina
Isprava nosi naslov Regestum factum super liberos pauperes et oficiales presentis contributionis per unum florenum et denarios 10 extendentis in Anno Domini 1507 – Comitatus Warasdiniensis (Popis siromašnih i službenika, oslobođenih sadašnjeg poreza od jednog florena i deset denara, produženog u Godinu Gospodnju 1507. – Županija varaždinska). Taj popis pokriva područje od Varaždina, Lepoglave i Ivanca do Krapine, Zajezde, Krapinskih Toplica i Zaboka.  U tom je svesku naveden Franz Gubassoczy, kao nositelj i prestavnik prezimena Gubassoczy  (lok. Gubaševečki), a Ludovik II. je ovjerio taj dokument,  u to vrijeme Hrvatska je bila u sastavu personalne unije s Mađarskom,  prethodnik Ludovika II. je Vladislav II. Jagelović
Nadalje, evidentirani su dokumenti poput: 
-Sudski poziv za nasljednike Mizlina od Zaboka po ženskoj liniji radi povrata dobara u Gubaševu Baltazaru Zabokyju
-Izvješće Zagrebačkoga kaptola podneseno banu Žigmundu Erdődyju o sudskom pozivu upućenom nasljednicima Mizlina od Zaboka po ženskoj liniji (Pavlu i Jurju Gubašociju, Gašparu Gubašociju, Ivanu Jelačiću, Petru Benkov(t)iću, Doroteji Kurtić i drugim plemenitim osobama) temeljem njegova naloga i tužbe koju je protiv njih podigao Baltazar Zaboky zbog povrata dobara u Gubaševu koje su držali po pravu djevojačke četvrtine u njegovo vlasništvo; 1635.
-Posjedovni dio Barbare Kušević (rođ.Novak) u Grdencima, Gubaševu, Špičkovini i Prilesju
-Očitovanje Barbare Kušević (rođ. Novak) o predaji kmetova u Prilesju te svojeg posjedovnog dijela u Špičkovini, Prilesju, Grdencima, Gubaševu sa svime što im pripada Jurju Plemiću i njegovim nasljednicima za 100 rajnskih forinti uz pravo otkupa.
-U nastavku je očitovanje Ane Grošić o prijenosu svojeg prava na posjedima Gubaševo, Grdenci, Priležje i Špičkovina na Petra Novaka uz određene uvjete; 1680.
--Zalog dijela sjenokoše Petru i Baltazaru Novaku
-Očitovanje Jurja Pavlovića o zalogu dijela svoje sjenokoše Petru i Baltazaru Novaku za 9 ugarskih forinti u Gubaševu. (Sjenokoša se nalazila pri sjenokoši Ladislava Gubašocija i njegove sestre Kristine, supruge Ivana Puhakocija); 1651.
-Skupštine suposjednika dobara u Gubaševu
-Raspodjela troškova za prokop potoka
-Svjedočanstvo posjednika dobara u Gubaševu o dogovoru glede međusobne raspodjele troškova za prokop potoka koji im je uzrokovao štetu; 1699.
- Dokazivanje posjedovnih prava
-Očitovanje plemića iz okruga Gubaševo o dokazivanju svojih posjedovnih prava. Među njima je i Petar Novak koji je temeljio svoje posjedovno pravo na podrijetlu od Kristine Gubašoci, supruge Ivana Puhakocija; 1736.
Krajem 18.st zabilježen je požar u Gubaševu koji je uvelike utjecao na katastarsku raspodjelu čestica te daljnji "urbanistički razvoj" samog mjesta. Naime, većina ondašnjih stanovnika živjela je na brijegu samog mjesta. Radi se o posjedima koji su poznatiji kao posjedi obitelji pl. Kuljanić (Kulyanicz), te posjedima obitelji pl. Jelačić (Jellachic) i samih Gubašoci (Gubaševečki Franjo, Ivan, Krsto, Mihovil, Petar, Janko/Jan/Joannes katolički biskup, Katarina), Hrastinski (najčešće prezime u Gubaševu),  Tisanić (Tisanich), Znika (prezime se javlja još u 17st, u doba Katarine Gubašoci),  koji su bili naseljeni na brijegu u samome mjestu, nedaleko od kurije i vlastelinske kuće (obratiti pozornost na datume izgradnje kurije Kuljanić i kurije Augusta Tisanića).   
Požar je raselio ondašnje rezidente s područja "gornje ulice" te su vlastelini zemlju podno svog imanja darovali/prodali/dali u zakup lokalnim stanovnicima koji su nesretnim slučajem ostali bez domova. Sama raspodjela zemljišta govori o odnosu između vlastelina i lokalnog stanovništva, te se dojam o tim odnosima može steći proučavajući parcele dobivene na korištenje i koje su bile naseljavane. Većina današnjih kuća izgrađene su početkom 20st,  a tragovi njihovih prethodnih, nastalih nakon spornog požara na prijelazu s 18st na 19st, evidentirani su u katastarskim spisima ondašnjeg kotara Klanjec (već nakon 1930tih, 20st),  zajedno s ucrtanim putevima između parcela,  nazivima specifičnih lokaliteta (kolosjek/kolosek, pridjevi s prezimenima i sl.)   
Ti podaci, nastali u jurisdikciji Jugoslavenskih katastarskih službenika većinom nisu digitalizirani niti objavljeni već su arhivirani u lokalnim katastarskim uredima i arhivima.    
Sljedeći objavljeni zemljovid dostupni su u punoj inačici na niže navedenoj poveznici,  a nastale su pod upravom :  
- Sv. Rimskog Carstva, (1745 Franjo I.,-  Franjo II 1806)
- Austrijskog Carstva (1804-1867)
- Austro-Ugarske (1867-1918)

- Jedan od najstarijih zemljovida iz 1783.
- Zemljovid iz 1865.
- Katastarski zemljovid iz 1861.

Zemljovidi su dostupni online, izvor mapire.eu, screenshot Marko Stepić, 2019

## Zemljopisni položaj, rijeke i obilježja
Rijeka Krapina nastaje spajanjem njenih pritoka na području današnje idustrijske zone u Gubaševu (Krapinčica i Horvatska se spajaju u Krapinu)
Rijeka Horvatska (31km, Štruklec breg, Desinić)  s pritokom rijeke Kosteljine (37,5km) kod Jezera Klanječkog čini zapadnu granicu mjesta, kao i današnju podjelu općine Veliko Trgovišće i područja grada Zaboka
Potok Prosenik - pritok rijeke Horvatske koji izvire u Proseniku Začretskom i protječe kroz Prosenik Gubaševski i samo Gubaševo,   nekad predstavljao među između Gubaševa i Martinišća
Također, međe između susjednih naselja, jasno su vidljive u povijesnim zemljovidima, gdje je vidljiva važnost koja se pridodaje Gubaševu kao mjestu na križanju prometnih pravaca još u ranijim godinama.
Gubaševo se nalazi na 140m nadmorske visine,  južno od mjesta rasprostire se nizina uz rijeku Krapinu, sve do Zagreba,  sjeverno je omeđeno brežuljcima, najviša točka u Gubaševu "Top", 210m

## Obrazovanje
Većina djece pohađa novootvorenu (2018) područnu školu u Martinišću, no samo do IV. razreda osnovne škole, a kasnije pohađaju Osnovnu školu Ksaver Šandor Đalski u Zaboku.
Također u sklopu novoizgrađene osnovne škole organizirane su grupe za vrtićki odgoj djece i odjel za predškolski odgoj.

## Gospodarstvo
Osim razvijene lokalne industrije obrade i prerade metala, Krapinsko Zagorska Županija je 2011. pokrenula projekt Krapinsko Zagorskog Aerodroma.
Sletna staza i popratna infrastruktura svojom površinom obuhvaća zapadni dio Gubaševskog polja, uz rijeku Horvatsku.
Odlična cestovna povezanost - direktan prilaz državnoj cesti D1, te povezanost s D205 Zabok- Kumrovec također ističu Gubaševo kao neizostavan prometni čvor u Krapinsko Zagorskoj Županiji.

## Stanovništvo
Na popisu stanovništva 2011. godine, Gubaševo je imalo 262 stanovnika.
| Broj stanovnika po popisima | Broj stanovnika po popisima | Broj stanovnika po popisima | Broj stanovnika po popisima | Broj stanovnika po popisima | Broj stanovnika po popisima | Broj stanovnika po popisima | Broj stanovnika po popisima | Broj stanovnika po popisima | Broj stanovnika po popisima | Broj stanovnika po popisima | Broj stanovnika po popisima | Broj stanovnika po popisima | Broj stanovnika po popisima | Broj stanovnika po popisima | Broj stanovnika po popisima |
| --------------------------- | --------------------------- | --------------------------- | --------------------------- | --------------------------- | --------------------------- | --------------------------- | --------------------------- | --------------------------- | --------------------------- | --------------------------- | --------------------------- | --------------------------- | --------------------------- | --------------------------- | --------------------------- |
| 1857.                       | 1869.                       | 1880.                       | 1890.                       | 1900.                       | 1910.                       | 1921.                       | 1931.                       | 1948.                       | 1953.                       | 1961.                       | 1971.                       | 1981.                       | 1991.                       | 2001.                       | 2011.                       |
| 330                         | 358                         | 376                         | 376                         | 357                         | 328                         | 302                         | 292                         | 289                         | 297                         | 312                         | 338                         | 259                         | 245                         | 253                         | 262                         |

Napomena:  U 1981. smanjeno za dio područja naselja koji je pripojen naselju Pavlovec Zabočki te za taj dio sadrži podatke do 1971.

### Popis 1991.
Na popisu stanovništva 1991. godine, naseljeno mjesto Gubaševo je imalo 245 stanovnika, sljedećeg nacionalnog sastava:
| Popis 1991.     | Popis 1991.     | Popis 1991. | Popis 1991. | Popis 1991. |
| --------------- | --------------- | ----------- | ----------- | ----------- |
|                 |                 |             |             |             |
| Hrvati          | Hrvati          |             | 98.36       | 98.36       |
| Jugoslaveni     | Jugoslaveni     |             | 0.81        | 0.81        |
| Srbi            | Srbi            |             | 0.40        | 0.40        |
| neopredijeljeni | neopredijeljeni |             | 0.40        | 0.40        |
| ukupno: 245     |                 |             |             |             |

### Popis 1910. – 328 stanovnika na popisu
| broj stanovnika | 330   | 358   | 376   | 376   | 357   | 328   | 302   | 292   | 289   | 297   | 312   | 338   | 259   | 245   | 253   | 262   | 258   |
|                 | 1857. | 1869. | 1880. | 1890. | 1900. | 1910. | 1921. | 1931. | 1948. | 1953. | 1961. | 1971. | 1981. | 1991. | 2001. | 2011. | 2021. |

## Ugostiteljska ponuda i mjesta koje možete posjetiti
Dvorac Đalski -   dom obitelji Đalski, mjesto rođenja i većine života Ksavera Šandora Đalskog u Gredicama,  dvorac zaštićen UNESCO baštinom, potječe iz 15st-16st,  od obitelji Gjalski,   neki od plemića Gjalski npr Janko I pl. Sandor de Gyala (16st),  suprug Jelene pl. Sandor de Gyala,  čiji su potomci bračnim vezama povezani s obitelji Babić (5 generacija, Ljubomil Tito Josip Franjo Babić =Ksaver Šandor Đalski, Pisac, 1884, koji je po djedu s majčine strane uzeo svoje umjetničko ime) - danas je dvorac Đalski pretvoren u hotel i restaurant, te je dobar dio prostora otvoren za posjetitelje.
Obitelj Gubaševečki / Gubašoci su prvi vlasnici imanja, po kojem je i samo mjesto Gubaševo dobilo ime.  Prije izgradnje samog dvorca, koji je nastao u njihovo vrijeme (1500+)  obitelj Gubašoci je obitavala u drvenoj kuriji na imanju na kojem se nalazi i sam dvorac.  Gradnju dvorca započela je obitelj Gubašoci, surađujući pritom sa susjednim vlastelinima i plemenitašima poput obitelji Zaboky (obitelj Baltazara Zabokya). 
U razdoblju između dva svjetska rata, 1900-1950 dvorac Đalski je promijenio svoj izgled u odnosu na prvotno stanje iz 15-16st., pri čemu je jedan dio dodatnog krila dvorca, zajedno s okolnim perivojem, šetalištem i parkom, te gospodarskim zgradama, konjušnicama i stajama za stoku - srušeno. U vrijeme razvoja Gubaševa, lokalne kuće koje datiraju iz tih godina građene su ostacima materijala srušenih objekata, gdje postoje pisani zapisi lokalnih stanovnika koji govore o količini cigle prevezene i utrošene na izgradnju kuća.  Podaci o prvotnom stanju malo su poznati javnosti, isto kao detaljniji opis,  no Ksaver Šandor Đalski naveo je nekoliko opisa u svojim djelima gdje opisuje okolinu samog dvorca i njegovu unutrašnjost. Također na starim katastarskim zemljovidima vidljive su gore navedeni gospodarski objekti, kao i ucrtan perivoj i šetalište.
Zaboky Selo - etno selo izgrađeno na brdu iznad Gubaševa prvenstveno namijenjeno da nudi ugostiteljsku ponudu koja može prikazati izgled kuća kakve su bile u 19st do sredine 20st. na području Krapinsko Zagorske Županije.  Gradnja etno sela bila je otp. 2010, a sama lokacija nalazi se na 210m nadmorske visine (lok. Top), na brdu iznad Gubaševa, s pogledom na jugoistočni dio, prema Jakovlju, Velikom Trgovišću, Zaprešiću i Zagrebu

## Vanjske poveznice
- Službene stranice NK Đalski iz Gubaševa  Arhivirana inačica izvorne stranice od 15. prosinca 2010. (Wayback Machine)
- Službene stranice grada Zaboka
- Krapinsko Zagorski Aerodrom- vanjska poveznica
- Zaboky Selo - vanjska poveznica
- Dvorac Đalski - vanjska poveznica - Visit Zagorje .hr